# Sacerdotii nostri primordia

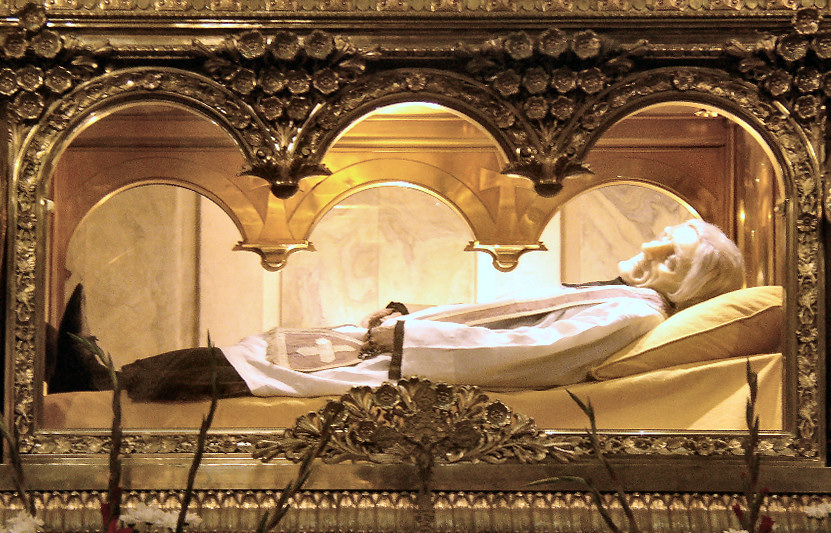
Der unverweste Leichnam des Pfarrers von Ars

Sacerdotii nostri primordia (lat. Zum Beginn unseres Priesteramts) ist eine Enzyklika von Papst Johannes XXIII., mit der er am 1. August 1959 des bevorstehenden hundertsten Todestages des heiligen Johannes-Maria (Jean-Marie) Baptist Vianney am 4. August 1859 gedachte.

## Über den Heiligen
In seinen Eingangsworten erinnert Papst Johannes XXIII. an den Beginn seines Priesteramtes, der mit seiner Priesterweihe und der Seligsprechung (beides im Jahr 1905) des heiligen Pfarrers von Ars in einem wundersamen Verhältnis stünde. Danach beschreibt er dessen Leben und erinnert an dessen geistliche Eigenschaften. Die Botschaft dieses Lehrschreibens liegt in der folgenden zentralen Aussage: Immer wenn Priester vor dem Altar beten, sollten sie sich daran erinnern, dass „das eucharistische Gebet im vollen Sinn das heilige Opfer in der Messe ist.“ Ohne die Feier  der Heiligen Messe gebe es auch keine Realpräsenz. Johannes XXIII. führte aus, dass die bleibende Gegenwart Christi in der heiligen Eucharistie eine Verlängerung des eucharistischen Opfers sei. 

„Mit der Übung dieser einleuchtenden und inbrünstigen Verehrung der Eucharistie wächst das geistliche Leben des Priesters. So wird er mit der missionarischen Kraft der größten Apostel ausgestattet.“

 So wie der heilige Pfarrer von Ars, den Johannes XXIII. hier als wegweisend und als Beispiel nennt, der die meisten seiner langen Gebetsstunden vor dem Allerheiligsten Altarsakrament verbracht habe und während seiner Predigten sich oft zum Tabernakel wandte und mit tiefer Bewegung, „Er ist da!“, sagte, so sollen auch die Geistlichen ihr Amt verstehen und praktizieren.

## An die Priester und Bischöfe
An die Priesteramtskandidaten und Bischöfe schrieb Johannes XXIII., diese sollten lernen, nach dem Vorbild des Evangeliums zu leben, in Glaube, Hoffnung und Liebe stark zu werden, damit sie in der Übung dieser Tugenden die Gesinnung des Betens erwürben. Die Bischöfe ermahnte er, dass  sie wegen dieser Gemeinschaft, also im gleichen Priestertum und Dienst, die Priester als ihre Brüder und Freunde betrachten sollten, denn auf den Bischöfen laste die schwere Sorge für die Heiligung ihrer Priester. Diese Erläuterungen fanden dann auch später, während des Zweiten Vatikanischen Konzils, in die Dekrete Optatam totius über die Ausbildung der Priester und Presbyterorum ordinis über den Dienst und Leben der Priester Eingang.